# Asota chionea
Asota chionea är en fjärilsart som beskrevs av Paul Mabille 1878. Asota chionea ingår i släktet Asota och familjen nattflyn. Inga underarter finns listade i Catalogue of Life.